# Гигантский броненосец
Гигантский броненосец (лат. Priodontes maximus) — млекопитающее из семейства Chlamyphoridae, самый крупный представитель отряда.

## Описание

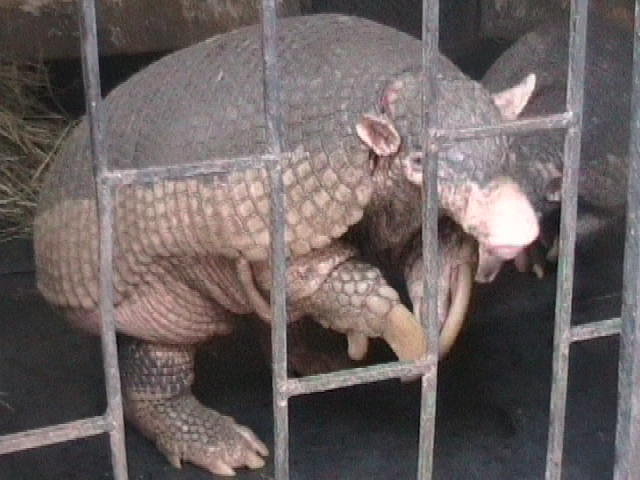
Гигантский броненосец в зоопарке

Длина тела составляет от 75 до 100 см, вес от 18 до 32 кг (в неволе до 60 кг). Гигантский броненосец — это самый большой ныне живущий броненосец. Его панцирь очень подвижен и разделён на многочисленные сегменты. Хвост длиной до 50 см покрыт пятиугольными чешуйками. Панцирь имеет бурый окрас, брюхо животного светлее. Трубкообразная морда может иметь до 100 направленных назад зубов — самое большое число зубов среди сухопутных млекопитающих. Большие когти на передних конечностях, особенно на третьем пальце ноги, достигают длины 20 см, и считаются одними из самых длинных когтей в мире животных.

## Распространение
Гигантские броненосцы живут большей частью в Южной Америке, они распространены от южной Венесуэлы через Амазонскую низменность до Парагвая и севера Аргентины.

## Образ жизни
Гигантские броненосцы населяют влажные джунгли, а также открытые луга. Это ночные животные, ведущие одиночный образ жизни. Они встречаются с сородичами только для спаривания. Площадь участка варьирует от 0,5 до 3 км². В светлое время суток они укрываются в норах, вырытых своими большими когтями. Для защиты или для того, чтобы достать высоко расположенные строения насекомых, они поднимаются на свои задние ноги, подпирая себя хвостом.

## Питание
Питание гигантских броненосцев состоит большей частью из термитов и их личинок. Они ловят добычу с помощью своего длинного, червеобразного языка, покрытого липкой слюной. После того, как они вскрыли гнездо термитов, они полностью разоряют его, поедая большинство насекомых и сооружая на месте термитника свою нору. Иногда они питаются также муравьями, пауками, червями и падалью.

## Размножение
После примерно четырёхмесячного периода беременности самка рожает одного, реже двух детёнышей. Вероятно, исключительно мать заботится о детёныше. Примерно в возрасте от 4 до 6 недель детёныш отлучается от матери, а в 6 месяцев становится самостоятельным. В возрасте от 9 до 12 месяцев он становится половозрелым. Продолжительность жизни гигантских броненосцев составляет от 12 до 15 лет.

## Природоохранный статус

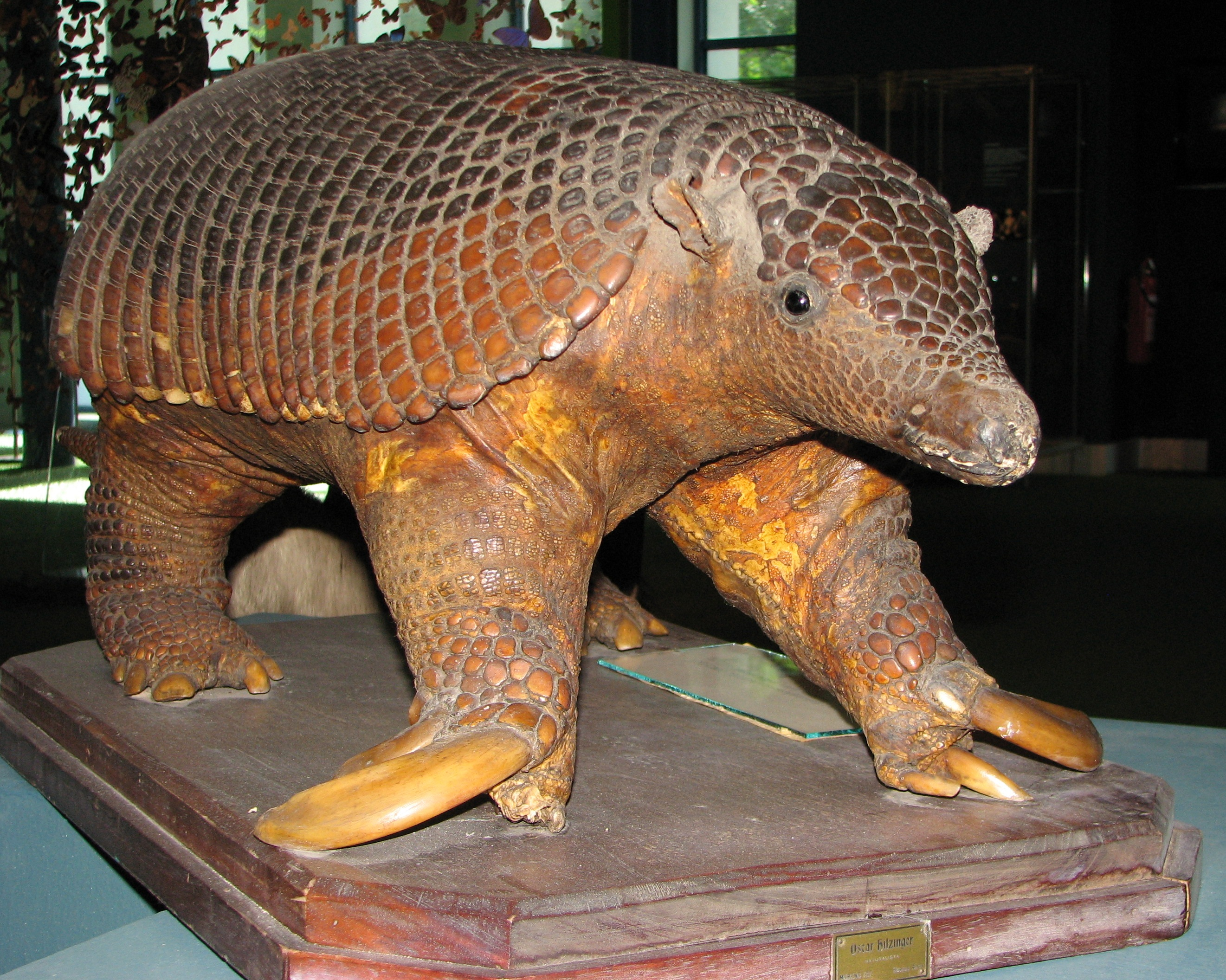
Чучело гигантского броненосца

У взрослых гигантских броненосцев мало естественных врагов, к ним относятся ягуар и пума. Сегодня самая большая опасность исходит от человека. На животных охотятся, с одной стороны, из-за его мяса, с другой стороны, из-за набегов на поля. Однако во время набегов животные не потребляют растения, а только ищут добычу. Следующий фактор — это разрушение жизненного пространства путём преобразования его в пашни и пастбища. МСОП причисляет гигантского броненосца к уязвимым видам.